# Виндшейд, Бернхард
Бернхарт (Бернгард) Виндшейд (Виндшайд) (1817—1892; нем. Bernhard Windscheid) — немецкий профессор римского права XIX века.

## Биография
Бернхард Виндшейд получил высшее юридическое образование слушая лекции на кафедре права в Боннском и Берлинском университетах.
После практики при Дюссельдорфском суде Виндшейд последовательно читал лекции в Бонне, Базеле, Грейфсвальде, Мюнхене, Гейдельберге (где был преемником Вангерова) и наконец поселился в Лейпциге.
В 1871 году он получил приглашение занять кафедру римского права в городе Страсбурге, в 1872 году — в Вене, в 1872 и 1880 годах — в городе Берлине, однако все эти весьма почётные предложения были им отклонены. В 1883 году он также отказался от участия в комиссии по составлению проекта общегерманского гражданского уложения (членом которой он состоял с 1874 года), чтобы посвятить себя преподавательской деятельности в Лейпцигском университете, которая, более чем его громкое ученое имя, и составила славу Виндшейда, а его «Учебник пандектного права» занимает первое место среди его учёных трудов.
В конце XIX — начале XX века на страницах «Энциклопедического словаря Брокгауза и Ефрона» об этом человеке были написаны следующие слова:

«Отличительная особенность … состоит в единстве и цельности взглядов и философских принципов, положенных В. в основание его юридической системы. По мнению Виндшейда, „право есть порядок существующих в мире волевых сил“, область свободного проявления этих сил; оно — „власть воли“, „господство воли“. Для создания своих конструкций юристу необходимо поэтому обращаться к психологическим понятиям, связанным с учением о воле, и, поскольку это нужно, устанавливать даже эти понятия самому, если психолог и философ не дают ему их. „Строгие и точные, но в то же время и необыкновенно эластичные понятия римского права, составляющие выражение общечеловеческого понимания общечеловеческих отношений, потому имеют всеобщее значение, что основаны прямо на этих реальных психологических основах человеческой деятельности“. На этой философской почве построена вся догматическая система римского права В., как в его лекциях, так и в „Учебнике“.»
Стараясь доказать свою точку зрения последовательно в применении как к римским источникам, так и ко всем практическим вопросам современного гражданского права, Виндшейд подвергает критическому обзору все новейшие литературные мнения того времени, сталкивающиеся, так или иначе, с его собственным. Ясная схема юридических понятий вместе с полным, почти исчерпывающим изложением или указанием мест римских источников, отдельных практических вопросов и литературы предмета — конёк Виндшейда.
Бернхард Виндшейд являлся в XIX веке одним из лучших и наиболее последовательных представитель старой, классической немецкой догмы римского права, а его «Учебник» служил практически незаменим пособием при её изучении среди других литературных течений.
Другие работы учёного проникнуты тем же направлением и той же выдержанностью и строгостью методических приемов, как и его «Учебник».
Бернхард Виндшейд скончался 26 октября 1892 года в городе Лейпциге и был похоронен на Новом кладбище св. Иоанна.